# David Mazzucchelli
David Mazzucchelli (Providence (Rhode Island), 1960) és un dibuixant de còmics nord-americà, també professor a Rhode Island School of Design i al School of Visual Arts de Nova York. Reconegut pel seu treball amb Frank Miller en Batman: Year One i en Daredevil: Born Again.

## Biografia
Mazzucchelli va rebre la seva formació artística a la Rhode Island School of Design i va començar com a professional en el món del còmic a principis de la dècada de 1980. Després de diversos anys treballant per a Marvel Comics i DC Comics (destacant el seu treball en Batman: Year One i en Daredevil: Born Again, ambdós guionitzats per Frank Miller), va abandonar el gènere de superherois per centrar-se en altres temes.
Entre 1991 i 1993 va realitzar la seva pròpia publicació: Rubber Blanket. El 1994 va col·laborar amb l'escriptor Paul Karasik en una adaptació de l'obra de Paul Auster: City of Glass, publicada per als Estats Units per Avon Books i a Catalunya per Ediciones La Cúpula.
A més, ha contribuït amb petits còmics a diverses antologies de còmic alternatiu, entre les quals estan:
- "It 's a beautiful day ..." a Drawn & Quarterly Vol. 1, No. 9, juliol de 1992
- "A Brief History of Civilization" en Drawn & Quarterly Vol. 1, No. 9, juliol de 1992
- "Rates of Exchange" en Drawn & Quarterly Vol. 2, No 2, desembre de 1994
- "The Fisherman and the Sea Princess" en l'antologia per a nens d'Art Spiegelman i Francoise Mouly titulada Little Lit: Folklore & Fairy Tale Funnies, 2000.

El 2009, Pantheon Books va publicar la seva primera novel·la gràfica: Asterios Polyp.

### Només portades
- ROM Spaceknight #61 (Marvel, 1984)
- Marvel Age #36 (Marvel, 1986)
- Amazing Heroes #102 (Fantagraphics Books, 1986)
- Snake Eyes #1-2 (Fantagraphics Books, 1990–1992)
- Cheval Noir #40 (Dark Horse, 1993)
- The Comics Journal #188, 194 (Fantagraphics Books, 1996–1997)

### Entrevistes i altres treballs
- Marvel Age #36: "Miller i Mazzucchelli a Daredevil" (entrevista, Marvel, 1986)
- Amazing Heroes #102: "David Mazzucchelli a Daredevil, Batman: Year One" (entrevista, Fantagraphics Books, 1986)
- Detective Comics #598, 600: "Tribute: People of Note Pay Homage to the Batman" (pin-ups, DC Comics, 1989)
- The Comics Journal #152, 194, 300[6] (interviews, Fantagraphics Books, 1992–2009)
- Negative Burn (antologia, Caliber):
  - "Spotlight: Rubber Blanket" (in #10, 1994)
  - "Sketchbook" (in #17, 1994)
- Comic Culture v2 #4: "Rubber Blanket: Voices from the Small Press" (entrevista, Richard Relkin, 1995)
- Panel Discussions: Design in Sequential Art Storytelling (entrevista, TwoMorrows, 2002)
- Comic Book Artist #6: "Paying Homage: Tribute to the Great Will Eisner" (Top Shelf, 2005)

#### Diaris i revistes
- "Castles in the Sand" (tapa de The New Yorker, 26 de juliol de 1993)
- "The Fine Art of Hanging Ryman" (a The New Yorker, 4 d'octubre de 1993)
- "May Day" (tapa de The New Yorker, 2 de maig de 1994)
- "Post Mort on Columbus Circle" (a The New Yorker, 16 de maig de 1994)
- "Monday in the Park with Marlon" (a The New Yorker, 19 de setembre de 1994)
- "Fall" (tapa de The New Yorker, 24 d'octubre de 1994)
- "New String" (a The Village Voice, 1994)

## Premis
- 1985 Nominat al Premi Haxtur a la "Millor Història Curta" per Daredevil al Saló Internacional del Còmic del Principat d'Astúries
- 1987 Premi Haxtur a la "Millor Dibuix" per Daredevil Born Again i Batman Year One
- 1989 Nominat al Premi Haxtur a la "Millor Història Curta" per "Claroscuro-Patrulla X
- 1989 Nominat al Premi Haxtur al "Millor Dibuix" per Claroscuro- Patrulla X
- 1994 Nominat al Premi Haxtur al "Millor Dibuix" per Discovering America
- 1994 Nominat al Premi Haxtur al "Millor Història Curta" per Discovering America
- 1995 Nominat al Premi Haxtur al "Millor Guió" per Home Gran
- 1995 Nominat al Premi Haxtur al "Millor Dibuix" per Home Gran
- 1995 Nominat al Premi Haxtur a la "Millor Història Curta" per Home Gran
- 2011 Nominat al Premi Haxtur a la "Millor Història Llarga" per Asterios Polyp
- 2011 Nominat al Premi Haxtur a la "Millor Dibuix" per Asterios Polyp